# 德馨街道
德馨街道，是中华人民共和国吉林省长春市南关区下辖的一个乡镇级行政单位。2023年3月17日设立。管辖范围临河街以东，南四环以南，生态大街以西，天新路以北。行政区划代码为220102023。

## 行政区划
德馨街道下辖以下地区：
和悦、和美、福临3个社区和十里堡1个行政村。